# Пашутинская улица
Пашутинская улица — улица в Кропивницком. Пролегает от улицы Егорова до Ингула (ул. Смоленчука). Пашутинскую пересекают улицы Гагарина, Шевченко, Архитектора Паученко, Виктора Чмиленко, Тимирязева, Гоголя, Преображенская, Покровская. Названа в честь бывшего мэра города Александра Пашутина.

## История
Самая старая улица исторического центра города. Возникла в 1750-х годах, называлась Невская. До пожара 1798 была главной улицей — здесь находились государственные учреждения, жили самые богатые жители. После пожара застраивалась каменными домами. 1842 улицу первую в городе замостили и устроили тротуары.
После смерти 1908 городского головы Александра Пашутина улицу назвали Пашутинская.
1919 большевики дали улице имя одного из местных борцов за советскую власть — Ивана Компанийца. 1993 улице возвращено прежнее название.